# Reator perfeitamente agitado

Símbolo de um reator RPA ou CSTR

Reator perfeitamente agitado (RPA) ou reator tanque agitado contínuo , também chamado de reator CSTR, do inglês continuous stirred-tank reactor model, é um tipo de reator ideal comum em engenharia química. Um RPA frequentemente refere-se a um modelo usado para estimar as variáveis principais de uma operação unitária quando usa-se um reator tanque agitado contínuo  para alcançar uma saída específica. (Ver Reatores químicos.)  O modelo matemático trabalha com todos os fluidos: líquidos, gases e lamas.
São ainda usados para designá-los na literatura os termos reator de cuba, reator contínuo, reator de mistura ou reator agitado.

## Modelagem RPA
O comportamento de um RPA é frequentemente aproximado ou modelado por aquele de um reator tanque agitado idealmente contínuo ou reator tanque agitado contínuo ideal, RTACI (Continuous Ideally Stirred-Tank Reactor, CISTR). Todos os cálculos realizados com RTACI supõe mistura perfeita. Se o tempo de residência é 5-10 vezes o tempo de mistura, esta aproximação é válida para propósitos de engenharia. O modelo RTACI é frequentemente usado para simplificar cálculos de engenharia e pode ser usado para descrever reatores de pesquisa. Na prática pode-se somente ser aproximado, em particular nos reatores de escala industrial.
Supondo:
- mistura perfeita ou ideal, como afirmado acima

Integral do balanço de massa sobre o número de moles Ni das espécies i num reator de volume V.
[acumulação] = [entrada] - [saída] + [geração]
1. {\displaystyle {\frac {dN_{i}}{dt}}=F_{io}-F_{i}+V\nu _{i}r_{i}} 
onde Fio é a taxa de fluxo molar de entrada das espécies i, Fi a taxa de fluxo molar de saída, e {\displaystyle \nu _{i}} coeficiente estequiométrico. A taxa de reação, r, é geralmente dependente da concentração do reactante e da constante de taxa (k). A constante de taxa pode ser obtida uando-se a dependência de temperatura de Arrhenius. Geralmente, quando a temperatura aumenta  o mesmo acontece com a taxa na qual a reação ocorre. O tempo de residência, {\displaystyle \tau }, é a quantidade média de tempo que uma quantidade discreta de reagente passa dentro do tanque.
Supondo:
- densidade constante (válida para a maioria dos líquidos; válida para gases somente se não houver uma mudança geral no número de moles ou mudança de temperatura drástica)
- condições isotérmicas, ou temperatura constante (k é constante)
- estado estacionário
- reação única e irreversível (νA = -1)
- reação de primeira ordem (r = kCA)

Podemos relacionar {\displaystyle N_{j}} e {\displaystyle C_{j}} pela seguinte relação:
{\displaystyle N_{j}=VC_{j}}
Também podemos relacionar as taxas de fluxos molar {\displaystyle F_{jo}} e {\displaystyle F_{j}} com a concentração pela seguinte realação:
{\displaystyle F_{jo}=\nu _{o}C_{jo}}
e
{\displaystyle F_{j}=\nu C_{j}}
Onde {\displaystyle \nu _{o}} e {\displaystyle \nu } são respectivamente as taxas de fluxo volumétricas para dentro e fora do reator.
Para reações entre líquidos gases onde o número total de mols não muda, a densidade do sistema não muda também, portanto {\displaystyle \nu _{o}=\nu }. Se assumirmos V como constante, densidade não muda durante o processo e que o processo também é independente do tempo obtemos a seguinte equação:
{\displaystyle \nu (C_{jo}-C_{j})+V\nu _{j}r=0}
A → produtos
NA = CA V (onde CA é a concentração das espécies A, V é o volume do reator, NA é o números de moles de espécies A)
2. {\displaystyle C_{A}={\frac {C_{Ao}}{1+k\tau }}} 
Os valores das variáveis, concentração de saída e tempo de residência, na Equação 2 são critérios principais de projeto.
Para modelar sistemas que não obedecem os pressupostos de temperatura constante e uma reação única, variáveis adicionais dependentes devem ser considerados. Se o sistema é considerado como estando em estado não estacionário, uma equação diferencial ou u sistema de equações diferenciais acopladas pode ser resolvido.
RPAs são conhecidos por serem um dos sistemas que exibem comportamentos complexos tais como multiplicidade de estados estacionários, ciclos limites e caos.